# Pfarrkirche Säusenstein

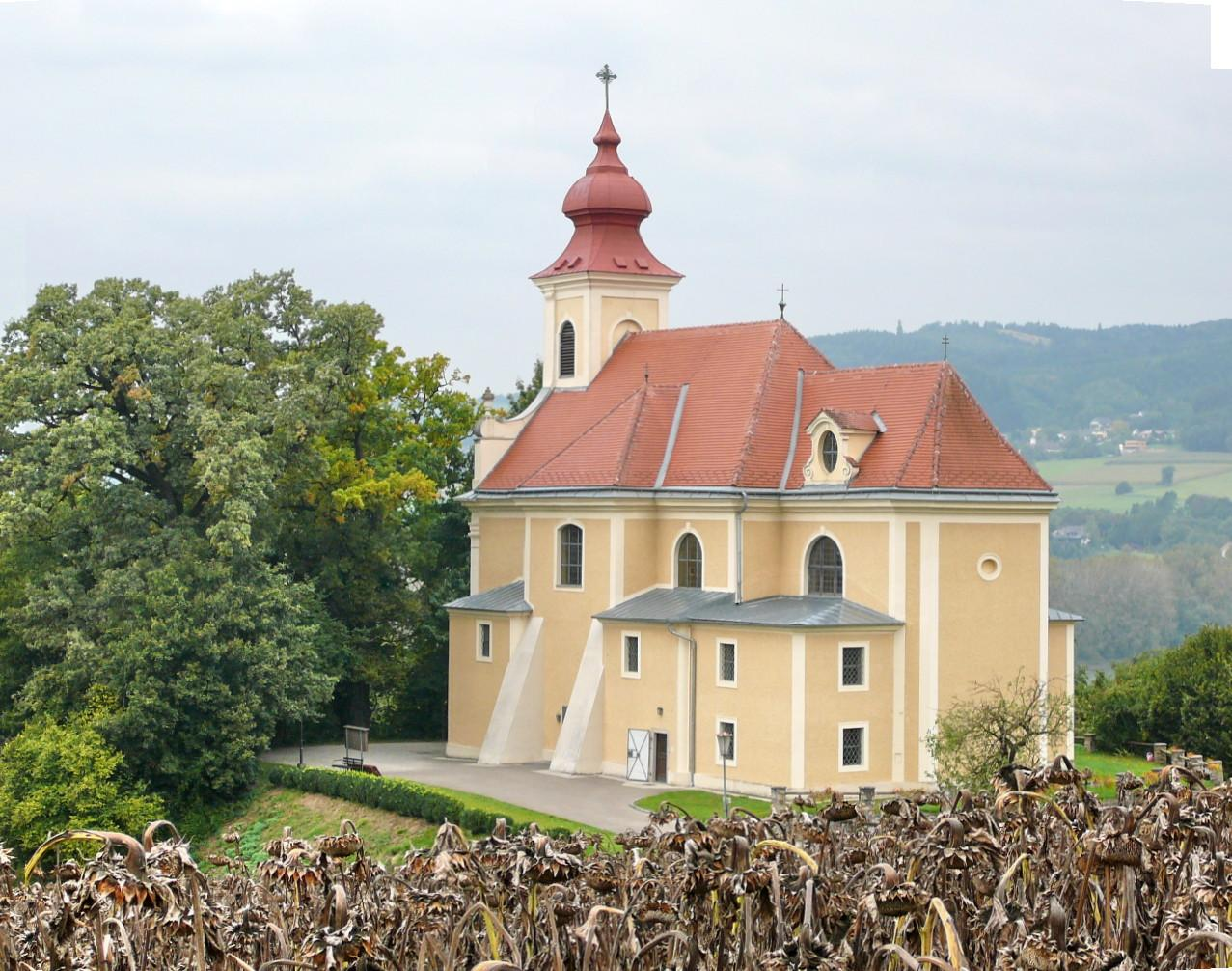
Katholische Pfarrkirche hl. Donatus in Säusenstein

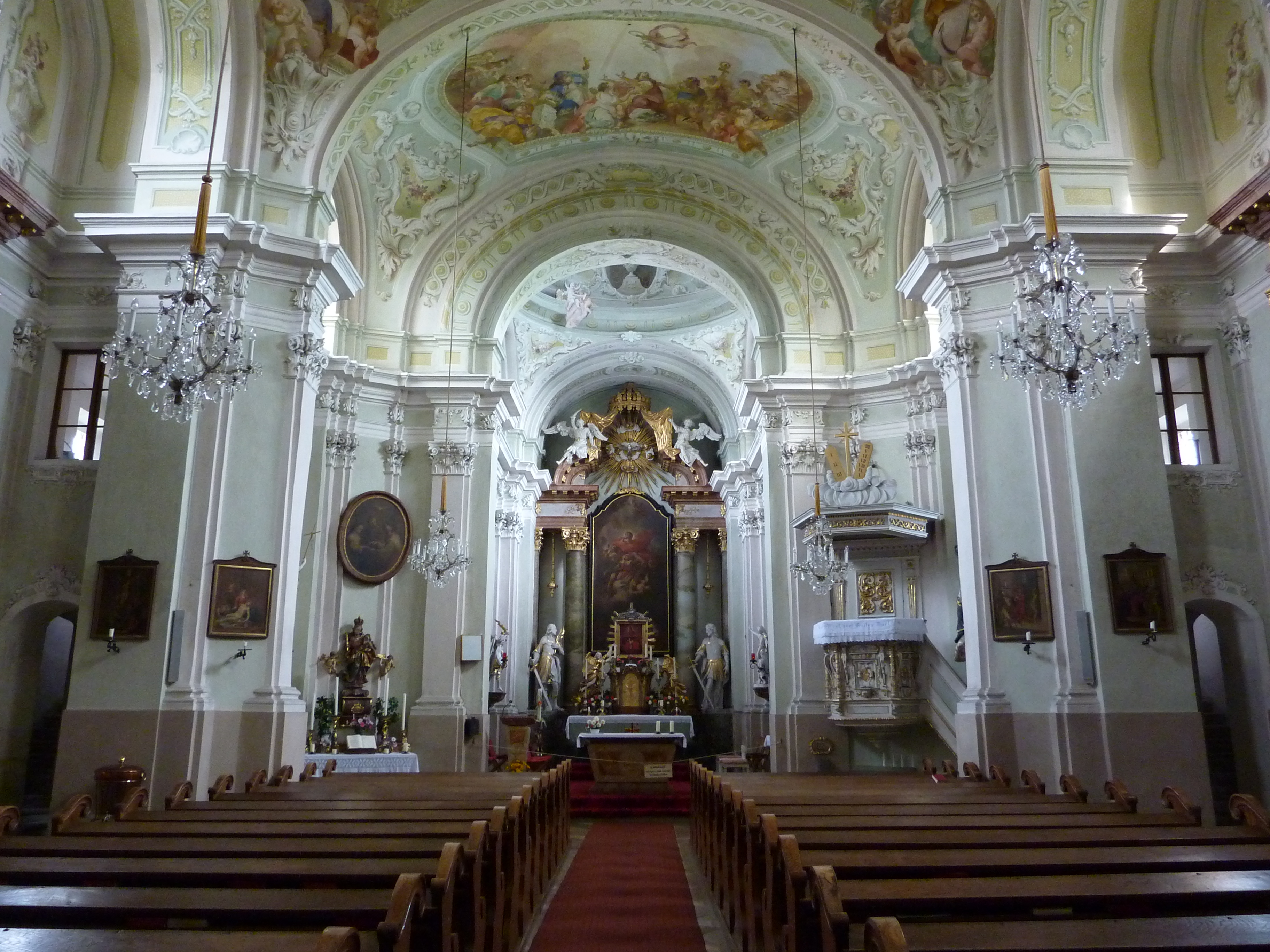
Langhaus: Blick zum Chor

Die römisch-katholische Pfarrkirche Säusenstein, auch Kleinsonntagsberg genannt, steht in weithin sichtbarer Höhenlage auf einem nach allen Seiten abfallenden Kirchenberg in Säusenstein in der Stadtgemeinde Ybbs an der Donau im Bezirk Melk in Niederösterreich. Die dem Patrozinium des hl. Donatus unterstellte Pfarrkirche gehört zum Dekanat Ybbs in der Diözese St. Pölten. Die Kirche und die ehemalige Hausberganlage stehen unter Denkmalschutz (Listeneintrag).

## Geschichte
Wohl wurde im 12. Jahrhundert eine kleine Eigenkirche der Domvögte von Regensburg als St. Lorenz bei Gottsdorf gegründet und 1334 dem von Eberhard III. von Wallsee gegründeten Kloster Stift Säusenstein inkorporiert. Die ehemalige Hausberganlage Kleinsonntagsberg bestand aus dem Hauptwerk am Kirchenberg mit zwei westlich in Richtung der Donau vorgelagerten Vorwerken, wobei das westliche Vorwerk 1473 als Tabor genutzt wurde.
Ein mittelalterlicher Vorgängerbau wurde 1747 durch Blitzschlag schwer beschädigt und daraufhin abgebrochen. Ab 1765 erfolgte unter dem Prior Pater Raimund Fröhlich unter Einbeziehung von Resten des Turmes der neue Kirchenbau, 1766 wurde die Kirche eingewölbt, 1767 begann die Ausmalung, 1771 wurde der Turm vollendet und 1777 die Fassadenskulpturen gesetzt.
Die Kirche wurde 1783 zur Pfarrkirche erhoben und 1787 exekriert. Nach der Aufhebung des Klosters 1789 wurde die Stiftskirche zur Pfarrkirche erhoben. Nach einem Brand 1801 wurden die Pfarrrechte wieder auf die Donatuskirche verlegt. 1809 wurde die Kirche von den Franzosen geplündert. 1955/1956 und 1996/1998 wurde die Kirche restauriert.

## Architektur
Der spätbarocke Kirchenbau unter Walmdächern mit einem zentralisierten steil proportionierten Langhausbau mit einer Westturmfassade und einem Rechteckchor hat einen spätbarock einheitlichen Innenraum.
Das Kircheninnere zeigt sich in der Farbgebung weiß-hellgrün-ocker mit der Stuckausstattung von Wilhelm Kirschner und Andreas Stolz um 1770. Die ornamentale und figurale Deckenmalerei schuf Johann Wenzel Bergl und die Architekturmalerei Josef Krinner 1767.

## Ausstattung
Der Hochaltar um 1765/1767 ist völlig ausfüllend in den Altarraum hineingestellt, er hat über seitliche Pilaster und mit mächtigen Freisäulen mit kompositen Kapitellen das Kranzgesims weiterführende Gebälkstücke mit Sprenggiebeln, darauf vorhanghaltende Engelsstatuen und eine Krone und an der Ostwand eine Strahlenglorie mit Heilig-Geist-Taube und Engelsköpfen. Der Hochaltar zeigt das Altarblatt Glorie des hl. Donatus, gemalt von Paul Troger 1746, und trägt die Statuen der Märtyrer (Wetterheilige) Johannes und Paulus.
Die von Peter Hötzel 1809 gebaute Orgel wurde 1956 umgebaut. Zwei Glocken entstanden um 1920. Zwei Glocken goss die Glockengießerei Grassmayr 1977.